# Halford John Mackinder
Halford John Mackinder (Gainsborough, 15 de febrero de 1861 - Bournemouth, 6 de marzo de 1947) fue un geopolítico y geógrafo inglés. 

## Biografía
Nacido en Gainsborough (Inglaterra) en 1861, Halford John Mackinder cursó en la escuela de gramática de Gainsborough, en el Epsom College y en el college Christ Church de la Universidad de Oxford. Según W. H. Parker, «de niño Mackinder tenía una fuerte curiosidad acerca de los fenómenos naturales, y una predilección especial sobre la historia, la exploración, las relaciones internacionales y una verdadera pasión por la cartografía».[cita requerida]
Influenciado por Michael Sadler y Henry Nottidge Moseley, centró sus esfuerzos en establecer los estudios geográficos como una disciplina propia de estudio en Inglaterra.
En 1886 se une a la Real Sociedad Geográfica. Un año más tarde, en 1887, escribe su primer texto de importancia On the Scope and Methods of Geography. En él argumenta que la política geográfica, la geopolítica, está condicionada por las realidades físicas de la geografía de los países, las cuestiones políticas dependen de los resultados de las incidencias entre el hombre y su entorno, el entorno, según Mackinder, incluye «la configuración de la superficie de la tierra», el clima, la vegetación, la ausencia o abundancia de recursos naturales. Este texto es la base de la geopolítica.
En 1902 escribió su primer libro Britain and the British Seas. En este libro describe las islas británicas como «de Europa, no realmente en Europa». La preponderancia británica sobre el mundo dependía de su dominio de los mares. «La unidad de los océanos es un simple hecho físico». Mackinder sugirió que la supremacía británica estaba en peligro frente a los vastos poderes continentales dotados de condiciones físico-geográficas permanentes (Rusia, Estados Unidos).
En 1904 terminó su ensayo más provocativo The Geographical Pivot of History en el que usa la historia para ilustrar la importancia estratégica de la geografía. Escribe «En 400 años los contornos del mundo han sido abarcados y cartografiados con aproximada fidelidad [...]. El mundo es por primera vez un sistema políticamente cerrado». Las naciones del mundo no pueden ignorar sin temeridad las incidencias que ocurren en cualquier punto del globo.
Poco después de la Primera Guerra Mundial, escribió Democratic Ideals and Reality, el trabajo más importante sobre política internacional jamás escrito por un geógrafo, que es una expansión del ensayo de 1904. «La guerra ha reafirmado mi propio punto de vista». Para Mackinder existe un gran continente, la «Isla del Mundo», dividida en seis regiones: Europa Costera (Oeste y Centro Europa), Asia Costera (India, China, Sudeste Asiático, Corea y Este de Siberia), Arabia (península arábiga), el Sáhara (Norte de África) el Centro-Sur del Mundo (Sudáfrica) y el más importante, el Centro del Mundo o Heartland (Eurasia), lo que denominó el «Eje del Mundo» en su ensayo de 1904:

«Quien controle Europa del Este dominará el Eje del Mundo, quien controle el Eje del Mundo dominará la Isla del Mundo, quien domine la Isla del Mundo dominará el mundo».
El eje geográfico de la historia, H. J. Mackinder, 1904

## Obras
- Mackinder, H. J. «On the Scope and Methods of Geography», Proceedings of the Royal Geographical Society and Monthly Record of Geography, New Monthly Series, vol. 9, n. 3 (marzo de 1887), pp. 141–174.
- Mackinder, H. J. Sadler, M. E. University extension: has it a future?, Londres, Frowde, 1890.
- Mackinder, H. J. «The Physical Basis of Political Geography», Scottish Geographical Magazine, vol. 6, n. 2, 1890, pp. 78-84.
- Mackinder, H. J. «A Journey to the Summit of Mount Kenya, British East Africa», The Geographical Journal, vol. 15, n. 5 (mayo de 1900), pp. 453–476.
- Mackinder, H. J. Britain and the British Seas. Nueva York: D. Appleton and Company, 1902.
- Mackinder, H. J. «An Expedition to Possil, an Outpost on the Frontiers of the Civilised World», The Times. 12 de octubre de 1903.
- Mackinder, H. J. «The geographical pivot of history». The Geographical Journal, 1904, 23, pp. 421–37. Disponible en línea en Democratic Ideals and Reality, Washington D. C.: National Defence University Press, 1996, pp. 175–194.
- Mackinder, H. J. «Man-Power as a Measure of National and Imperial Strength», National and English Review, XIV, 1905.
- Mackinder, H. J. «Geography and History», The Times, 9 de febrero de 1905.
- Mackinder, H. J. como editor de la serie The Regions of the World, que incluye el mencionado Britain and the British Seas (1902) y The Nearer East, por D. G. Hogarth, Londres, Henry Frowde, 1902 y 1905.
- Mackinder, H. J. Our Own Islands: An Elementary Study in Geography, Londres: G. Philips, 1907.
- Mackinder, H. J. The Rhine: Its Valley & History. Nueva York: Dodd, Mead. 1908.
- Mackinder, H. J. Eight Lectures on India. Londres: Waterlow, 1910.
- Mackinder, H. J. The Modern British State: An Introduction to the Study of Civics. Londres: G. Philip, 1914.
- Mackinder, H. J. Democratic Ideals and Reality: A Study in the Politics of Reconstruction. Nueva York: Holt, 1919. Disponible en línea en Democratic ideals and reality; a study in the politics of reconstruction y en Democratic Ideals and Reality, Washington D. C.: National Defence University Press, 1996.
- Mackinder, H. J. 1943. «The round world and the winning of the peace», Foreign Affairs, 21 (1943) 595–605. Disponible en línea en Democratic Ideals and Reality, Washington D. C.: National Defence University Press, 1996, pp. 195–205.

### Traducciones
- Mackinder, H. J. El eje geográfico de la historia y El mundo redondo y la conquista de la paz. Madrid, 2024. ISBN 979-8872728979.